# کارل لویت

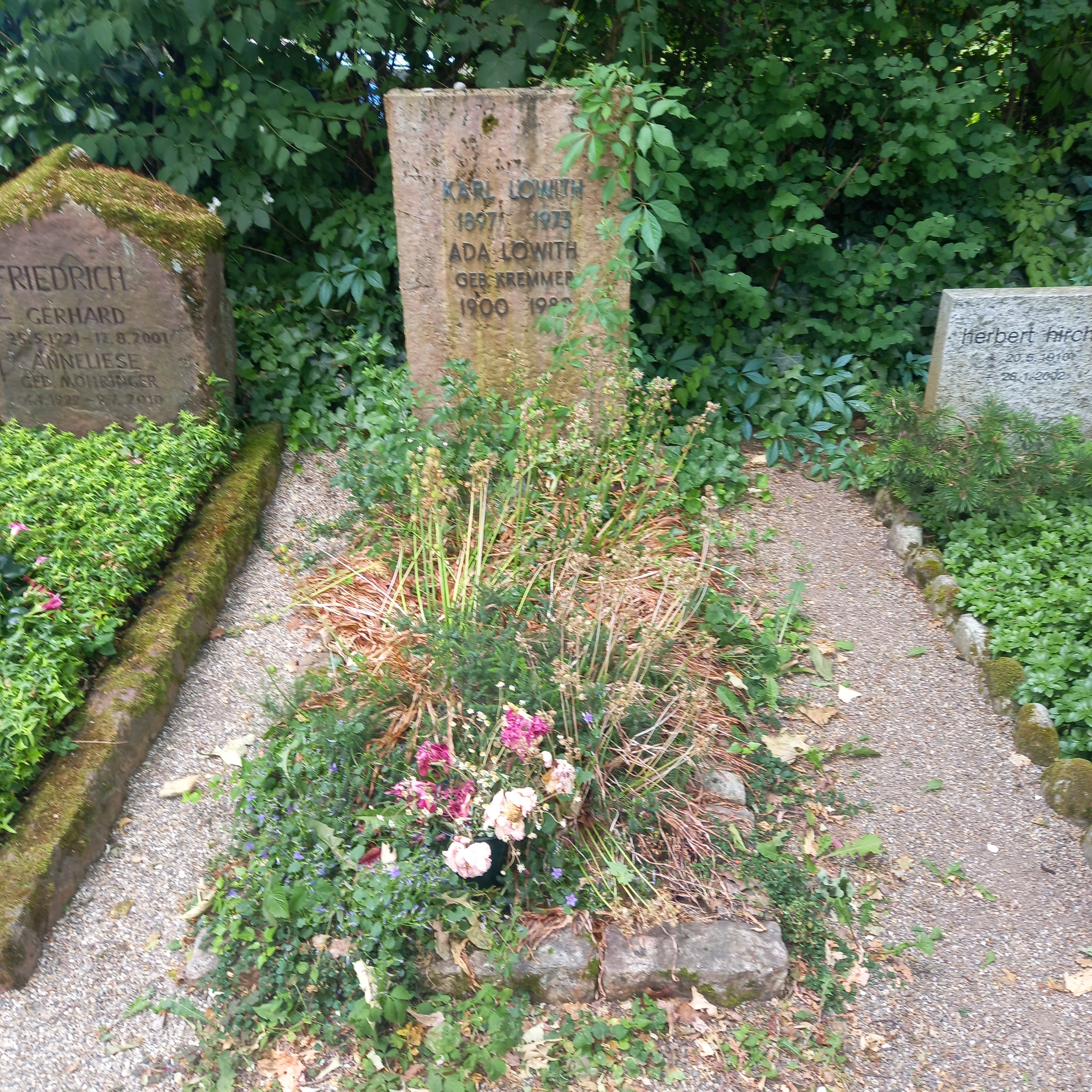
قبر فیلسوف آلمانی کارل لویت و همسرش آدا (آدلهاید) با نام خانوادگی قدیمی کرمر در گورستان نوینهایم در هایدلبرگ.

کارل لُویت (به آلمانی: Karl Löwith) ‏ (۹ ژانویه ۱۸۹۷ در مونیخ - ۲۶ مه ۱۹۷۳ در هایدلبرگ) فیلسوف آلمانی-یهودی و شاگرد مارتین هایدگر بود. مانند بسیاری از یهودیان و هم‌کارانش در دوران حاکمیت نازیها در رایش سوم، آلمان را ترک کرد که ۵ سالش (۱۹۳۶ - ۱۹۴۱) را در ژاپن به سر برد ولی در سال ۱۹۵۱ برای تدریس فلسفه به هایدلبرگ بازگشت.
مهم‌ترین آثار او از هگل تا نیچه است، که به بررسی زوال فلسفهٔ کلاسیک آلمان می‌پردازد و تاریخ جهانی و حصول رستگاری: مبانی الهیاتی فلسفهٔ تاریخ، که در آن کوشش می‌کند «معنای بسیاری از حوادث تاریخ معاصر را با تکیه بر مفاهیم الهیات مسیحی و اُسوهٔ رستگاری عیسوی توضیح دهد.»

## آثار
مجموعهٔ آثار در ۹ جلد:
1. انسان و انسان-جهان. مقدمه‌ای بر انسان‌شناسی، ۱۹۸۱.
2. تاریخ جهانی و حصول رستگاری. نقدی بر فلسفهٔ تاریخ، ۱۹۸۳.
3. شناخت، اعتقاد و شک. مقدمه‌ای بر نقد دین و الهیات، ۱۹۸۵.
4. از هگل تا نیچه، ۱۹۸۸.
5. هگل و انحلال فلسفه در سدهٔ نوزدهم - ماکس وبر، ۱۹۸۸
6. نیچه، ۱۹۸۷.
7. یاکوب بورکهارت، ۱۹۸۴.
8. هایدگر - متفکری در زمانهٔ عسرت. در وضعیّت فلسفه در سدهٔ بیستم، ۱۹۸۴.
9. خدا، انسان و جهان - جیامباتیستا ویکو و پل والری، ۱۹۸۶.